# Spytkówki
Spytkówki (pol. hist. „Spytkowicze”) – wieś w Polsce położona w województwie wielkopolskim, w powiecie kościańskim, w gminie Kościan.
W latach 1975–1998 miejscowość administracyjnie należała do województwa leszczyńskiego.

## Historia
Miejscowość pierwotnie związana była z Wielkopolską. Ma metrykę średniowieczną i istnieje co najmniej od połowy XIV wieku. Wymieniona w dokumencie z 1350 jako „ Spithkowicz”, 1371 kop. XV-XVII w. Spithkowicze, 1400 or. Spitcowo, 1404 „Spitkouice” 1417 „Spitcowicze”, 1426 „Spitcovice”, 1445 „Spithcowycze”, 1457 „Spythkowycze”, 1466 „Spythkowky”, 1481 „Spytykowky”, 1510 „Spithkowki”, 1580 „Spitkowki”.
Miejscowość była początkowo wsią szlachecką należącą do rodu Gryżyńskich i spokrewnionych z nimi Dłużyńskich, a później także do Włoszczakowskich, Opalińskich, Spławskich, Gawrońskich, Gołutowskich. W 1445 wieku leżała w powiecie kościańskim Korony Królestwa Polskiego. W 1426 należała do parafii Wyskoć.
Pierwszy zachowany zapis historyczny o wsi pochodzi z 1350 gdzie odnotowano Przemiła ze Spytkowicz świadka sądowego w sprawie opata lubińskiego. W 1371 natomiast wspomniano sołtysa wsi Mikarusa , świadka na dokumencie kasztelana przemęckiego Przybysława z Gryżyny.
W 1400 przed sądem ziemskim wieś jako swoją własność zapowiedział Wyszak Gryżyński zwany też Jaszkowskim, który w 1417 sprzedał Spytkówki swojemu bratankowi Borkowi z Gryżyny synowi Jana Gryżyńskiego. W 1426 oficjał poznański polecił zwolnić wieśniaków ze wsi Lubosz, Spytkówki i Racot z płacenia mesznego Pietrzykowi plebanowi w Wyskoci z powodu poniesionych przez nich szkód. W sporze sądowym w imieniu wieśniaków występował właściciel wsi Borek Gryżyński. W 1445 Andrzej z Gryżyny, syn Jana Gryżyńskiego oraz brat Borka, zapisał żonie Annie po 400 grzywien posagu oraz wiana na swojej części dóbr, należnych mu w działach z braćmi tj. na częściach wsi Gryżyna oraz m.in. na Spytkówkach. W 1457 właścicielem we wsi był kasztelan santocki Piotr z Bnina mąż Małgorzaty córki Borka Gryżyńskiego. W 1462 odstąpił swoim braciom kanonikowi poznańskiemu Piotrowi oraz Maciejowi z Bnina m.in. całą wieś Spytkówki.
W 1466 Małgorzata Gryżyńska w działach ze swoimi braćmi stryjecznymi Janem, Maciejem Mościcem oraz Andrzejem Gryżyńskim otrzymała m.in. Lubosz i Spytkówki. W 1468 sprzedała ona majętności we wsi z zastrzeżeniem prawa wykupu Mikołajowi z Krzycka za 200 florenów węgierskich. W 1474 sprzedała majątek we wsi Wincentemu Dokowskiemu za 160 grzywien. W 1481 sprzedała swemu bratu stryjecznemu Andrzejowi Gryżyńskiemu wieś wraz z Luboszem za 501 grzywien i 16 skudów. W 1496 Andrzej Gryżyński sprzedał wieś sędziemu poznańskiemu Piotrowi z Opalenicy za 500 grzywien z zastrzeżeniem prawa wykupu.
W 1510 jako właściciel we wsi odnotowany został Jerzy z Ostroroga Lwowski. W 1514 Anna córka Andrzeja Dłużyńskiego sprzedała mężowi Mikołajowi Spławskiemu wsie Wyskoć i Darnowo za 1600 grzywien oraz Spytkówki i Lubosz za 500 florenów węgierskich. W 1520 ciż otrzymują w dziale dóbr ze swym bratem Piotrem, m.in. S. wraz z dobrami Włoszakowice. W wieś wraz z dobrami Włoszakowice dziedziczą Łukasz, Sebastian, Jan, Maciej oraz Piotr Opalińscy. W 1534 Maciej Opaliński zapisał żonie Jadwidze posag i wiano m.in. na połowie wsi Spytkówki. W 1551 wwiązany w dobra spytkowskie został kasztelan santocki Jan Opaliński. W 1559 Andrzej Opaliński sprzedał Mikołajowi Spławskiemu Lubosz i Spytkówki za 6000 złotych, który w latach 1560-68 sprzedał z zastrzeżeniem prawa wykupu całą wieś Andrzejowi Gawrońskiemu. W 1571 Jan, Gabriel i Jakub, synowie zmarłego Mikołaja Spławskiego sprzedali majątek w Spytkówkach Łukaszowi Gołutowskiemu.
Miejscowość odnotowały także historyczne rejestry podatkowe. W 1510 w Spytkówkach należących wówczas do Małgorzaty Włoszakowskiej było 6 łanów osiadłych i 3 łany opuszczone. W latach 1530 i 1563 odnotowano pobór od 3 łanów. W latach 1580-81 pobrano podatki od 3 łanów oraz od jednego rataja.
W wyniku II rozbioru Rzeczypospolitej w 1793, miejscowość przeszła w posiadanie Prus i jak cała Wielkopolska znalazła się w zaborze pruskim.
Zobacz też: Spytkowo.